# 大阪市交通局66系電車
大阪市交通局66系電車（おおさかしこうつうきょく66けいでんしゃ）は、1990年（平成2年）に登場した大阪市交通局の高速電気軌道（大阪市営地下鉄）堺筋線用の通勤形電車。
2018年（平成30年）4月の大阪市交通局民営化にともない、大阪市高速電気軌道（Osaka Metro）に継承された。

## 概要
従来堺筋線で使用されていた60系は非冷房であり、後付け改造で冷房装置の設置が行われたが、一部に留まった。この為、非冷房で残された60系の置き換えと、内装および乗客サービスの向上を目的として導入されたのが本形式である。製造メーカーは川崎重工業・近畿車輛の2社である。
第01編成から1992年（平成4年）落成の第05編成までは6両編成で製造された。1992年から1993年（平成5年）にかけて、中間車の66100形と66700形が組み込まれ8両化された。1993年（平成5年）に第06編成から第08編成までの3本が、1994年（平成6年）に第09編成から第12編成までの4本が8両編成で製造され、合計で8両編成×12本（96両）となった。この時点で60系非冷房車は全廃となり、増備は一旦終了した。
2002年（平成14年）から、老朽化した60系冷房改造車の置き換えを目的として、内外装や制御機器類にマイナーチェンジを行った8両編成×5本（40両）が増備され、堺筋線所属車は全て66系で統一された。

## 車両概説

### 車体
オールステンレス製の無塗装車体で、窓上に茶色、腰部に上から橙色、白色、茶色の細い帯が入れられている。側面の窓配置は60系を踏襲したドア間3枚・車端部に1枚（中間車の場合）であるが、形状は60系の角ばった2段式から、同時期に製造された新20系と類似した、角が丸みを帯びた1枚下降式に変更された。
前面は60系の切妻形状から、窓が大きく傾斜がつけられたものに変化した。帯は窓下と尾灯・標識灯の間に入り、それより上は黒色に塗装されている。上部中央に前照灯2灯が、その左隣に行先表示器が、右隣にVVVFインバータ制御車であることを示す「VVVF 66 SERIES CAR」のシンボルマーク（新20系のものとは図案が異なる）が配置された。また、窓下の帯部分には角型で、外側が尾灯・内側が標識灯となった灯具ユニットが2組設置された。灯具配置は直通先の阪急車と同様である。

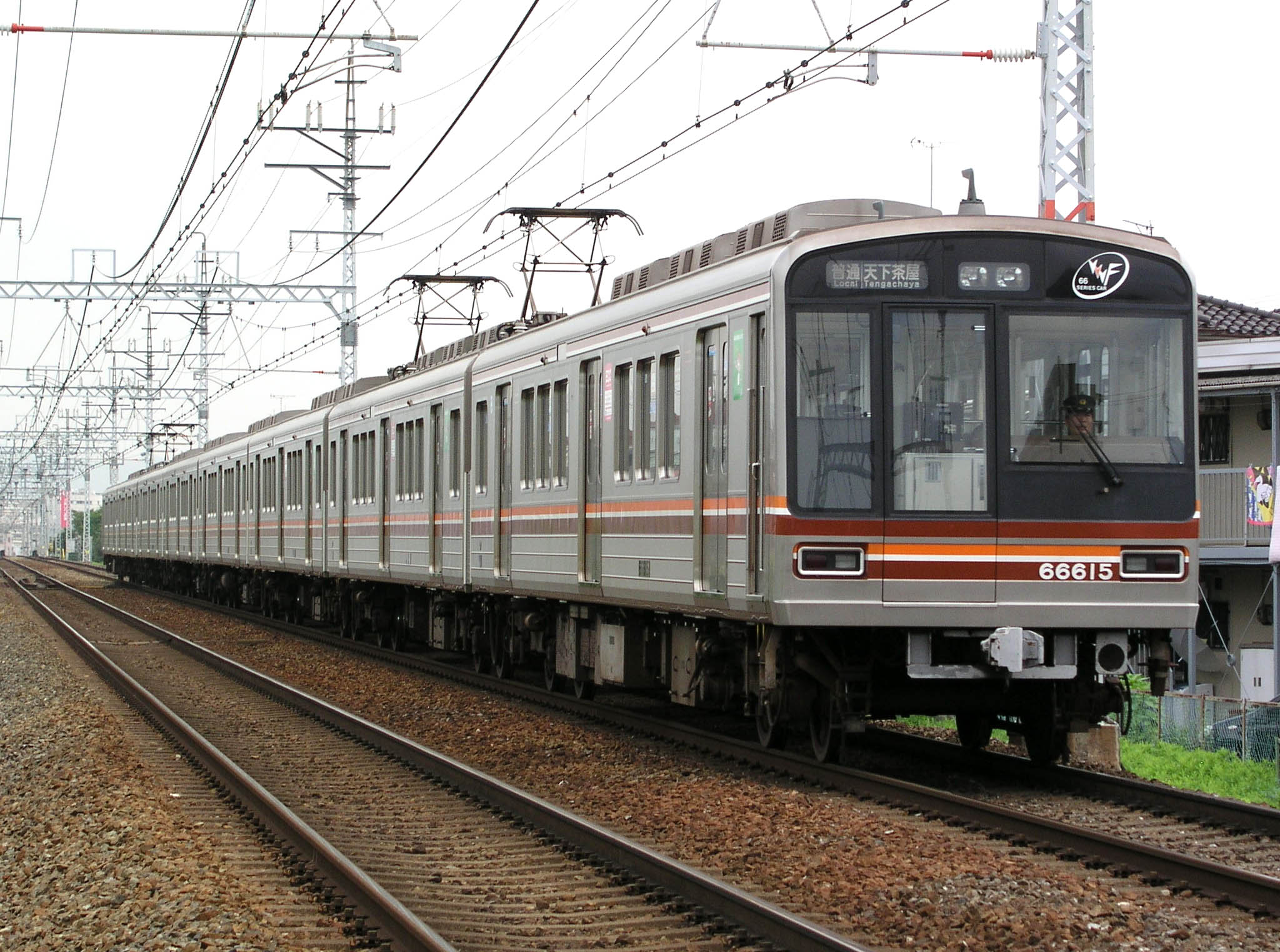
後期車
（2006年7月22日）

第13編成以降は若干の仕様変更が行われた。従来金属塗装だった窓上部は従来より拡大されたガラスで覆われ、側面上部の帯は茶色単色から、茶帯の下側に白色の細帯が追加されたツートンに変更された。床面高さが従来の1190㎜から1150㎜へ低減された。また、屋根上のクーラー外カバーがFRP製からステンレス製に変更され、側面ルーバー形状も変更された。また、第14編成以降は、13編成から前面上部と運転台に微妙な違いが見られる。
従来終着駅名のみの表示であった行先表示幕は、列車種別が併記されたものとなった。既存編成についても種別表示入りに順次交換された。
1999年（平成11年）1月から車端への転落防止幌の取り付けが進められ、2000年（平成12年）10月までに全車施工が完了した。

### 内装
第12編成以前は座席モケットはローズ色、ドア開閉時には開時と閉時で音程が違うブザー音が鳴る仕様であった。第03編成以降は各車両に1か所ずつ車椅子スペースが設けられ、従来車にも1999年に設置された。
堺筋線用の車内自動放送装置を搭載しているが、第01編成・第02編成には新造当初は非搭載であった。
66613F以降は交通バリアフリー法が施行されたことに伴い、LED式車内案内表示装置が車内扉上に千鳥配置され、ブザーはドアチャイムに変更され、ドア開閉時にドアチャイムとリンクして点滅する扉開閉予告灯が設置される（現在は前期車にも設置済み）など、バリアフリー化が図られたものとなった。客室案内表示器搭載車で案内表示がない箇所にも、ドアの開閉を知らせる（こちら側・反対側）ランプがある。また、乗り入れ先の阪急線内でも、開閉案内が一部の駅（待避可能駅・終着駅）を除いて行われている。
また、座席はバケット式に変更され、1人あたりの座席幅が拡大された分、着席人数が減った（10人→9人）。座席モケットは茶系のものになった。座席上部の荷棚も金網からステンレス製のパイプ式のものに変更され、ドア間の座席中央には荷棚から座席下部にかけてスタンションポール（握り棒）が1本ずつ設置された。第12編成以前も張替えによって第13編成以降風の茶系の座席モケットとなっている。

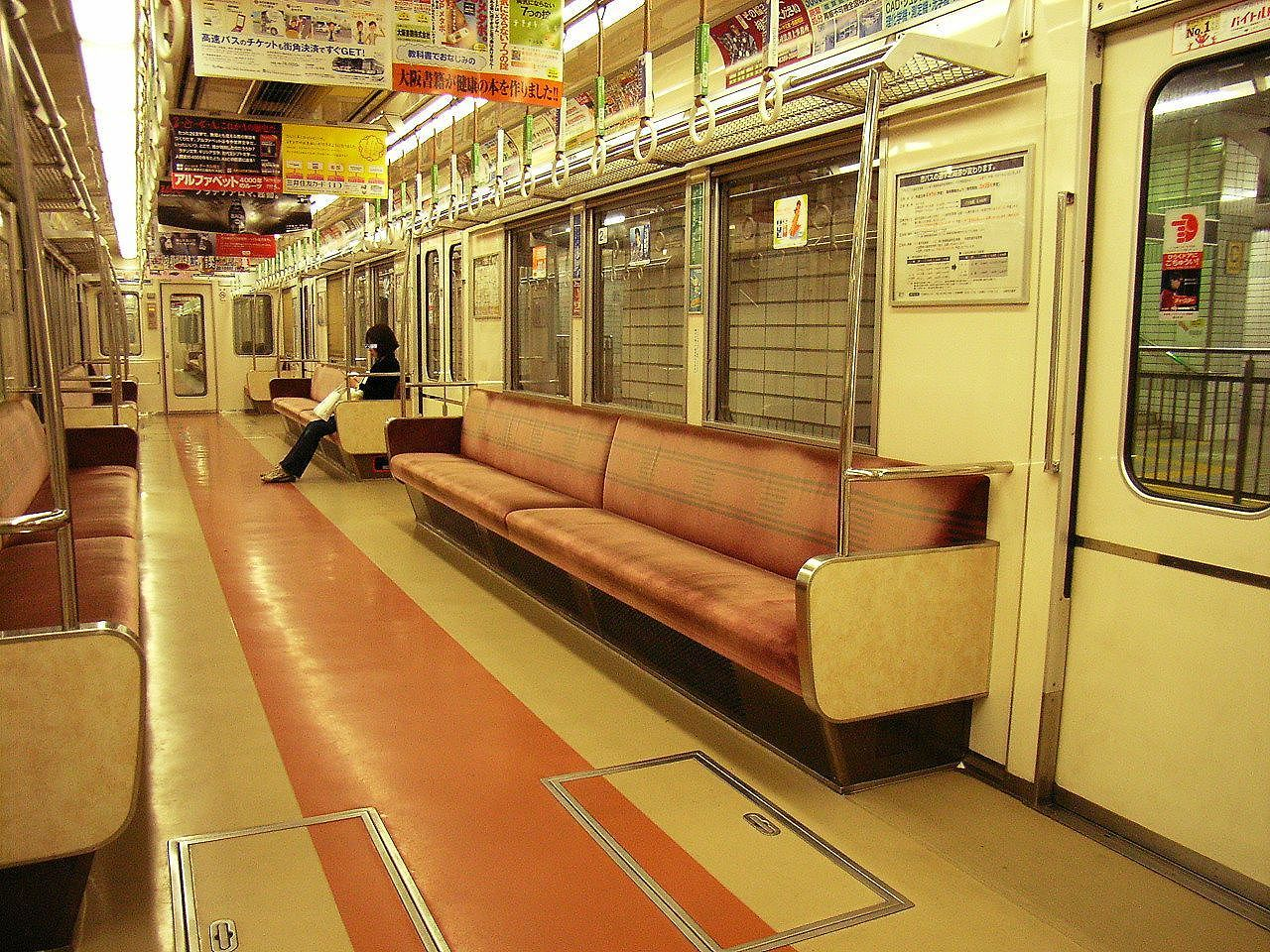
前期車の室内
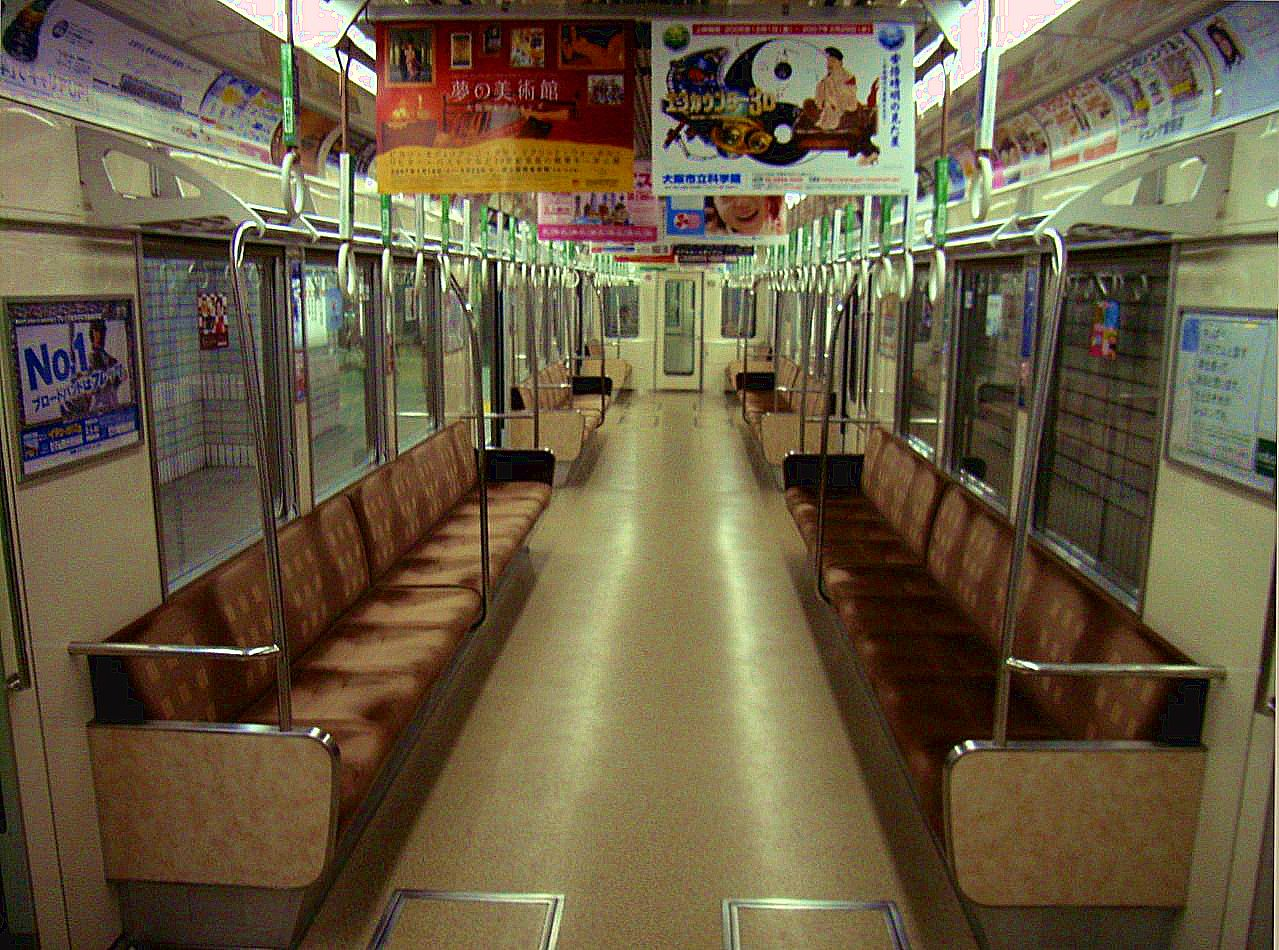
後期車の室内
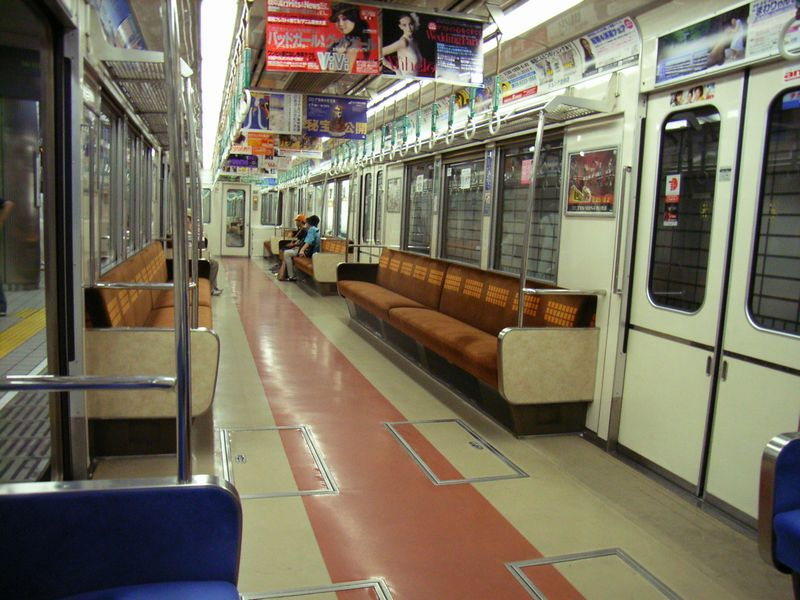
座席張替えを受けた前期車の室内。 後期車に準じたモケットとなったが、形状は従来と変わらない。

### 機器類
堺筋線初のVVVFインバータ制御車で、装置の素子は第12編成までは日立製作所製および同社からライセンス供与を受けて東芝や三菱電機が製造したGTOサイリスタ（4500 V/2000 A）、第13編成以降は東芝と三菱電機がそれぞれ設計・製造するIGBT（3300 V/1200 A）が採用された。
台車は大阪市営地下鉄では初めてボルスタレス式が採用された。第13編成以降は空気ばねの改良で床面高さが前期車より4 cm低い115 cmとされ、ホームとの段差が軽減されている。

## 更新工事

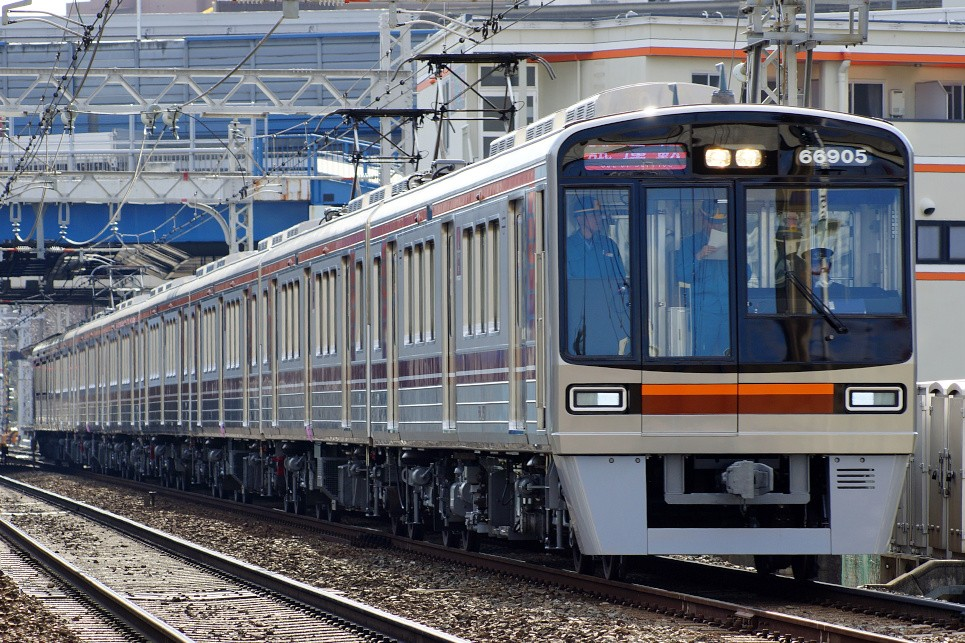
リニューアルされた66605F
（2013年1月26日）

2012年（平成24年）6月から第05編成がアルナ車両で以下の改造工事を施工され、2013年（平成25年）2月1日より営業運転に復帰した。改造内容は以下のとおりである。
- スカートの取り付け。
- 識別灯・尾灯をLED式に交換。
- 行先表示器を30000系と同様のフルカラーLEDに変更（準急などの優等種別や「嵐山」「河原町」なども表示可能、2018年（平成30年）度施工車からは側面の行先表示を駅ナンバリング記号も記載された表示に変更）。
- 前面のVVVFマークを撤去し、車両番号表示をVVVFマークのあった位置へ移動。
- 30000系や新20系改造車に準じたグラデーションの帯が採用された（カラーリングは茶→オレンジ）。
- シート端のポールの2本化、床面配色の変更、バケットシートの採用など、30000系に準じた車内となった。
- VVVFインバータ装置と補助電源装置（SIV）のASSY交換を実施、いずれもIGBT素子を使用したものである。
- 種別表示設定機器に阪急京都線内の全種別を追加。行先表示設定機器に高槻市駅から先の「長岡天神」「桂」「河原町」「嵐山」を追加。
- 車内照明のLED化（2014年（平成26年）度以降の施工車）。

2015年（平成27年）11月に更新された第01編成以降は堺筋線沿線にある天王寺動物園をモチーフに内装のデザイン変更（乗降扉および連結部の扉に動物柄のステッカー、ガラス部分に動物のイラスト）が施されている。
2018年（平成30年）11月にリニューアルされた第07編成は、変更後の内装デザインが今宮戎神社・堀川戎神社にちなんだえびすをモチーフとしたものとなっている。
なお、新20系では2014年（平成26年）度以降、更新工事に車内案内表示器のLCD化および開扉時の盲導鈴鳴動機能追加が実施されているが、66系は2014年（平成26年）度以降の施工車でもこれらの工事は実施されていない。

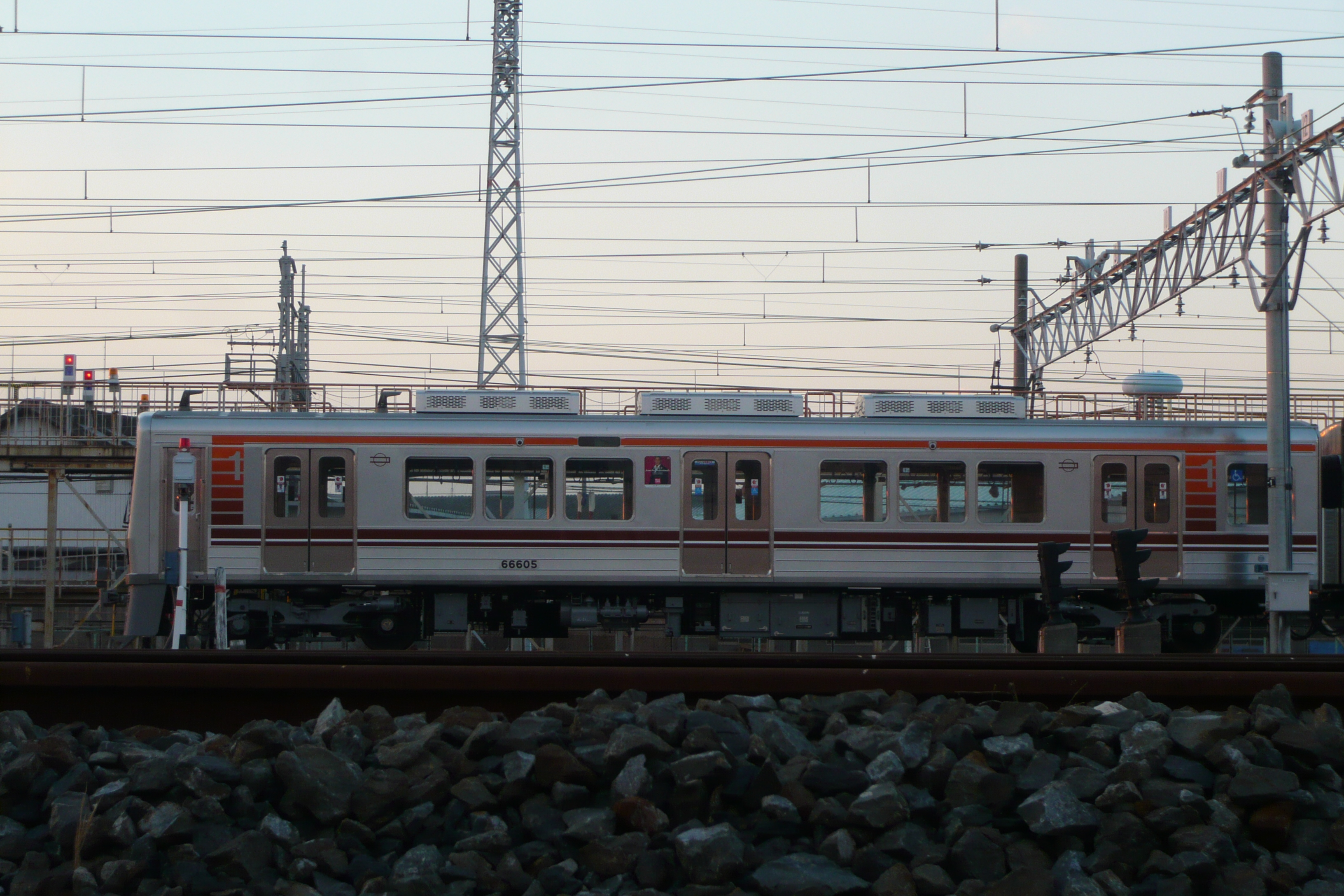
側面 （東吹田検車場敷地外より撮影）
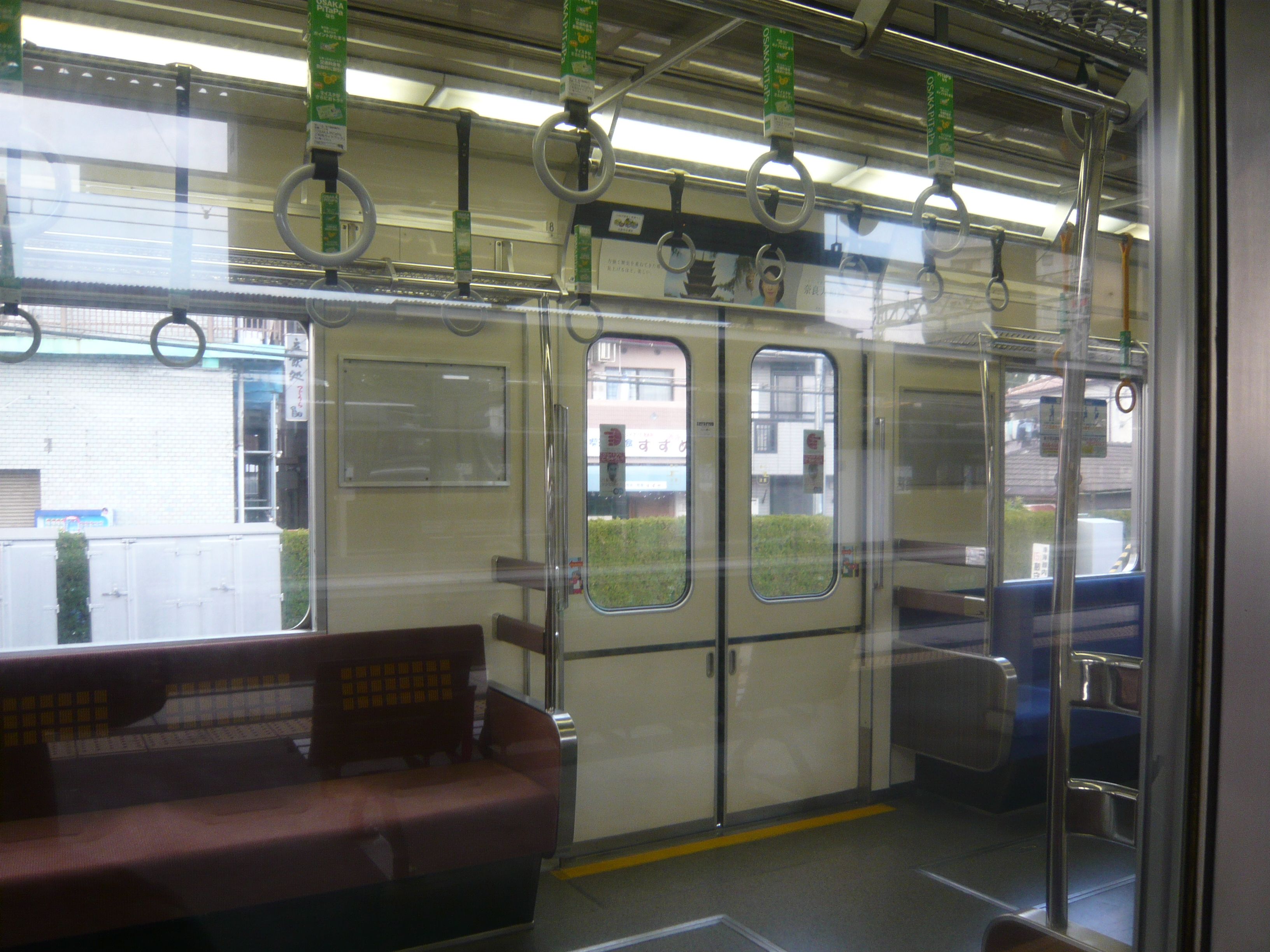
更新車内装
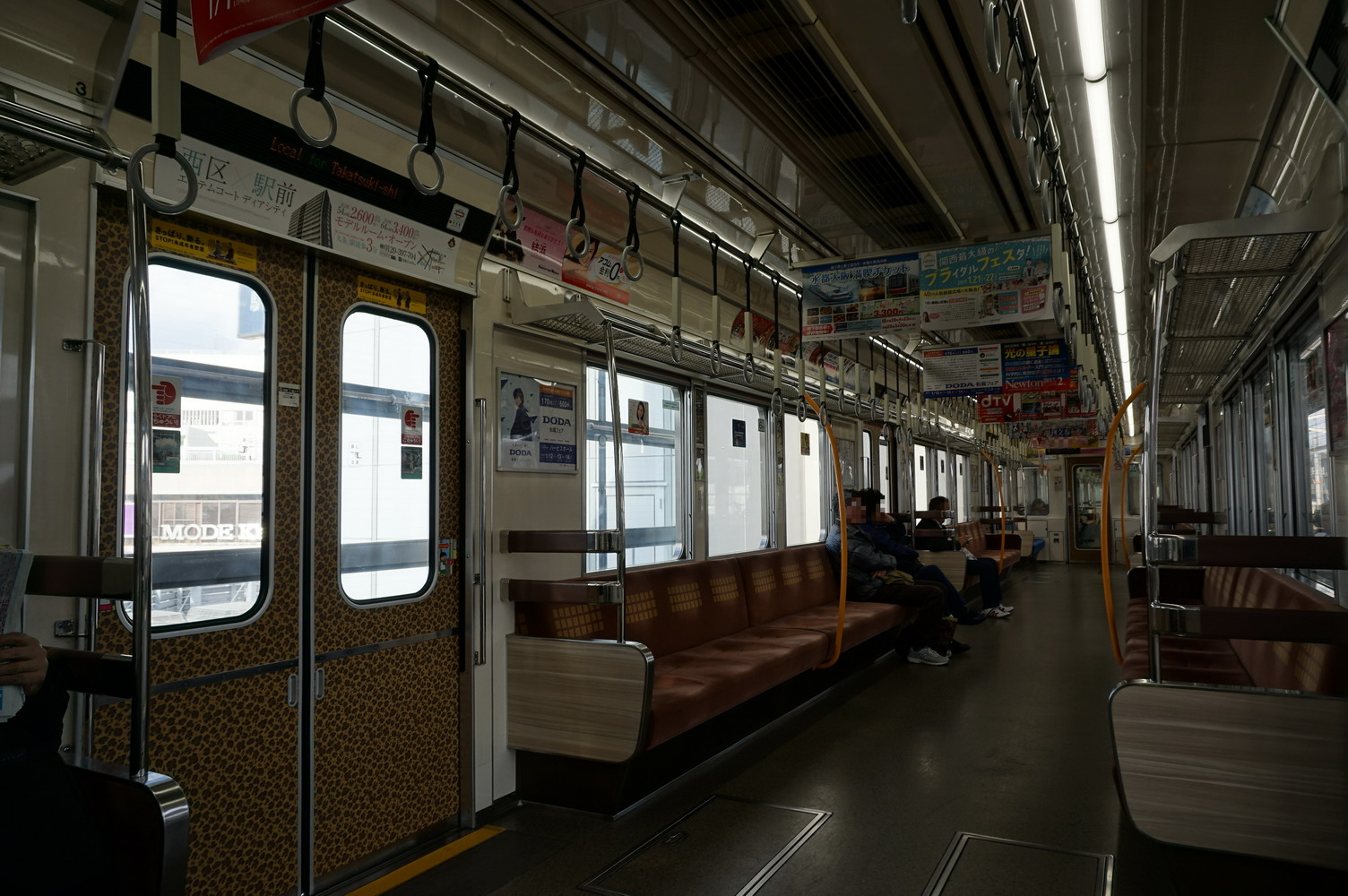
ドアが天王寺動物園仕様になった66601Fの車内
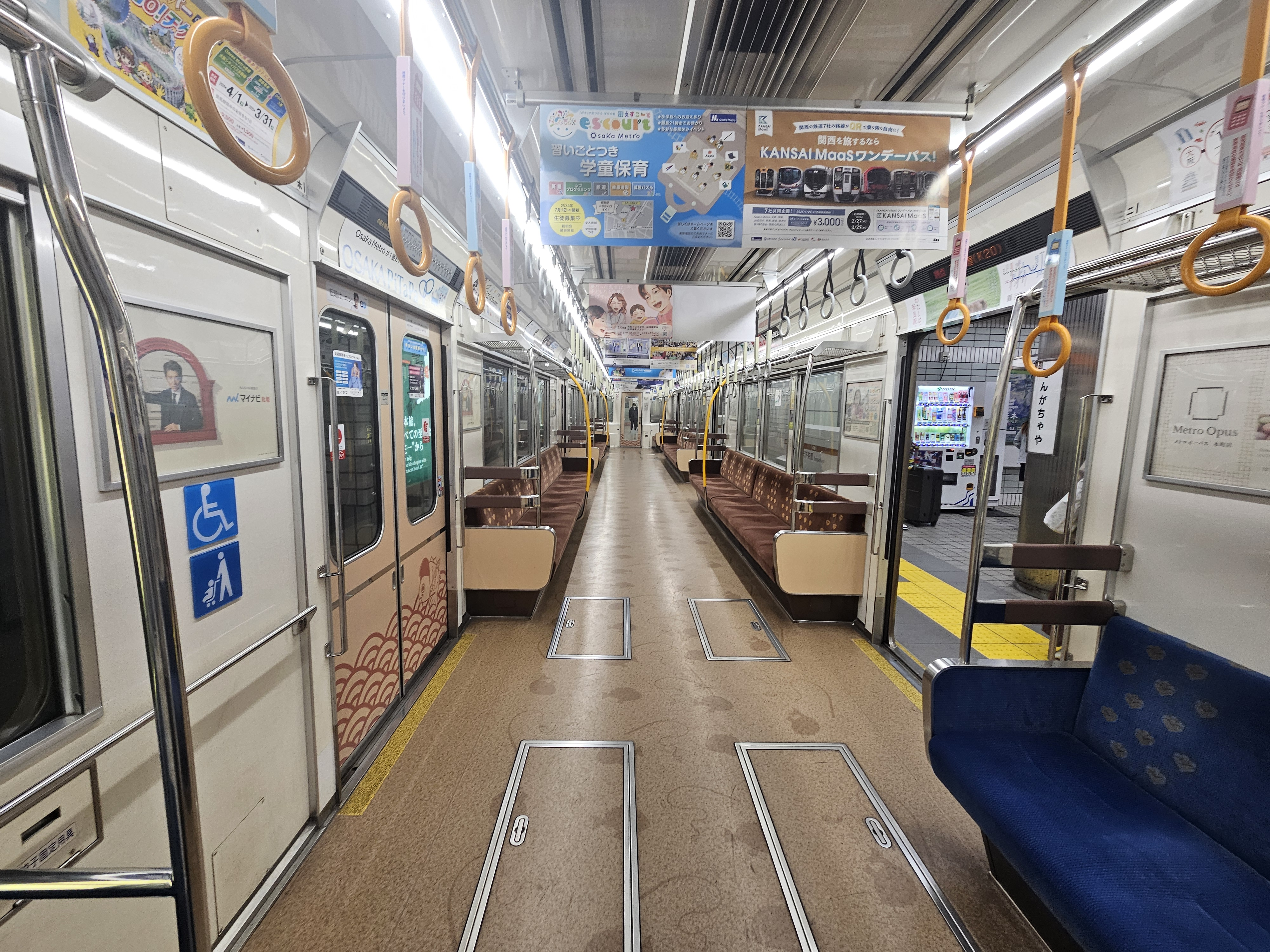
内装が戎柄デザインになった66609Fの車内

## 運用
堺筋線および直通運転先の阪急電鉄千里線の全線および京都本線の淡路駅 - 高槻市駅間で運用されている。
2009年（平成21年）12月5日・6日には堺筋線と阪急京都線との相互直通運転開始40周年を記念し、阪急嵐山線への臨時直通列車が天下茶屋駅 - 嵐山駅間で各日1往復運転された。この臨時列車には第01編成が6両編成に減車の上充当された。また2011年（平成23年）5月14日・15日には直通特急として天下茶屋と嵐山の間で各日1往復で運行され、この時は第07編成が6両編成に減車の上で充当された。
2018年（平成30年）2月2日から3月31日まで、第07編成の4号車（66707号車）の車体側面に、NHK連続テレビ小説『わろてんか』のラッピングが実施された。
2019年（令和元年）には相互直通運転開始50周年のイベント列車として第07編成が桂駅まで運転された。

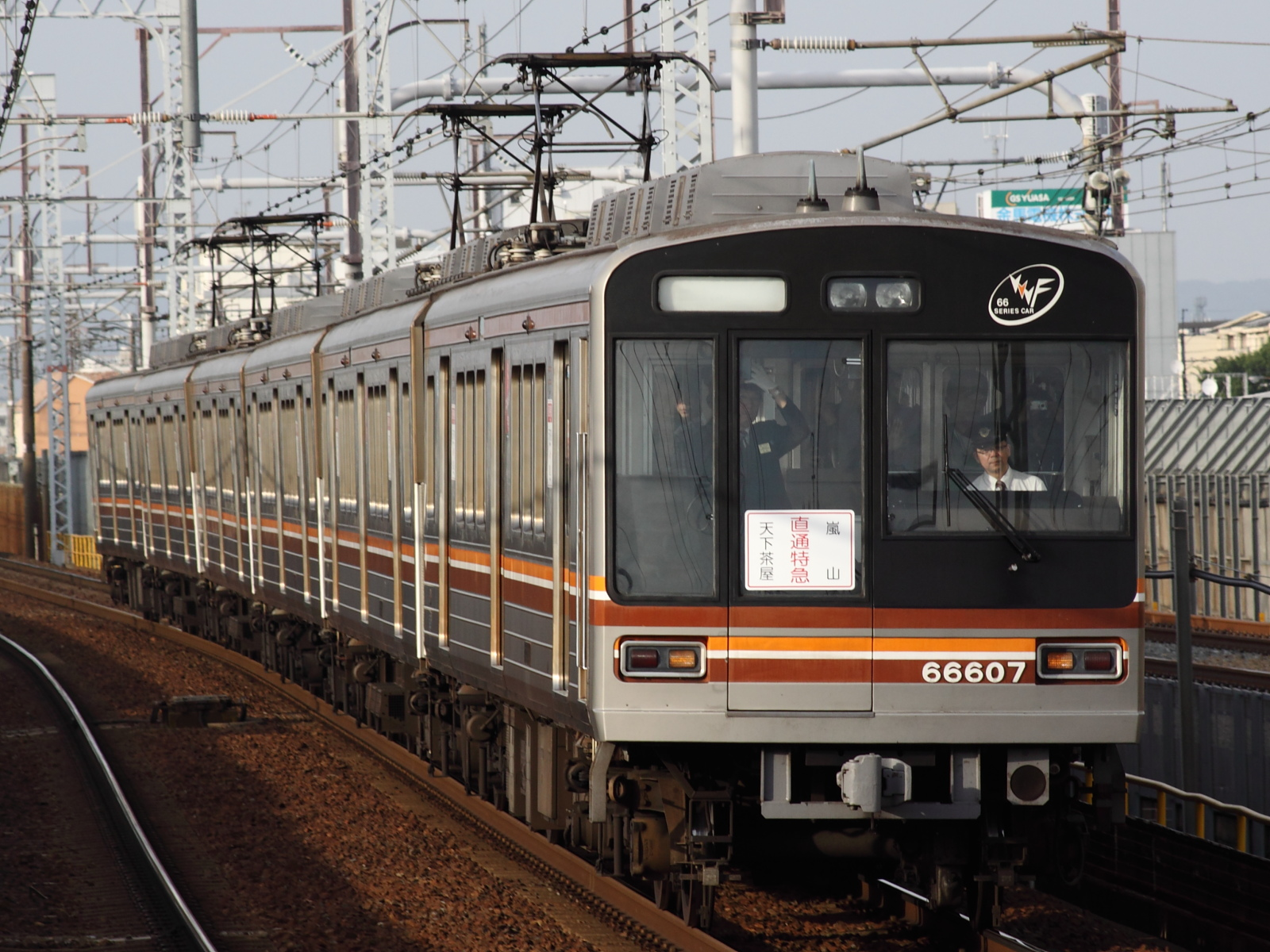
直通特急で運用された前期車66607F （2011年5月 水無瀬駅）
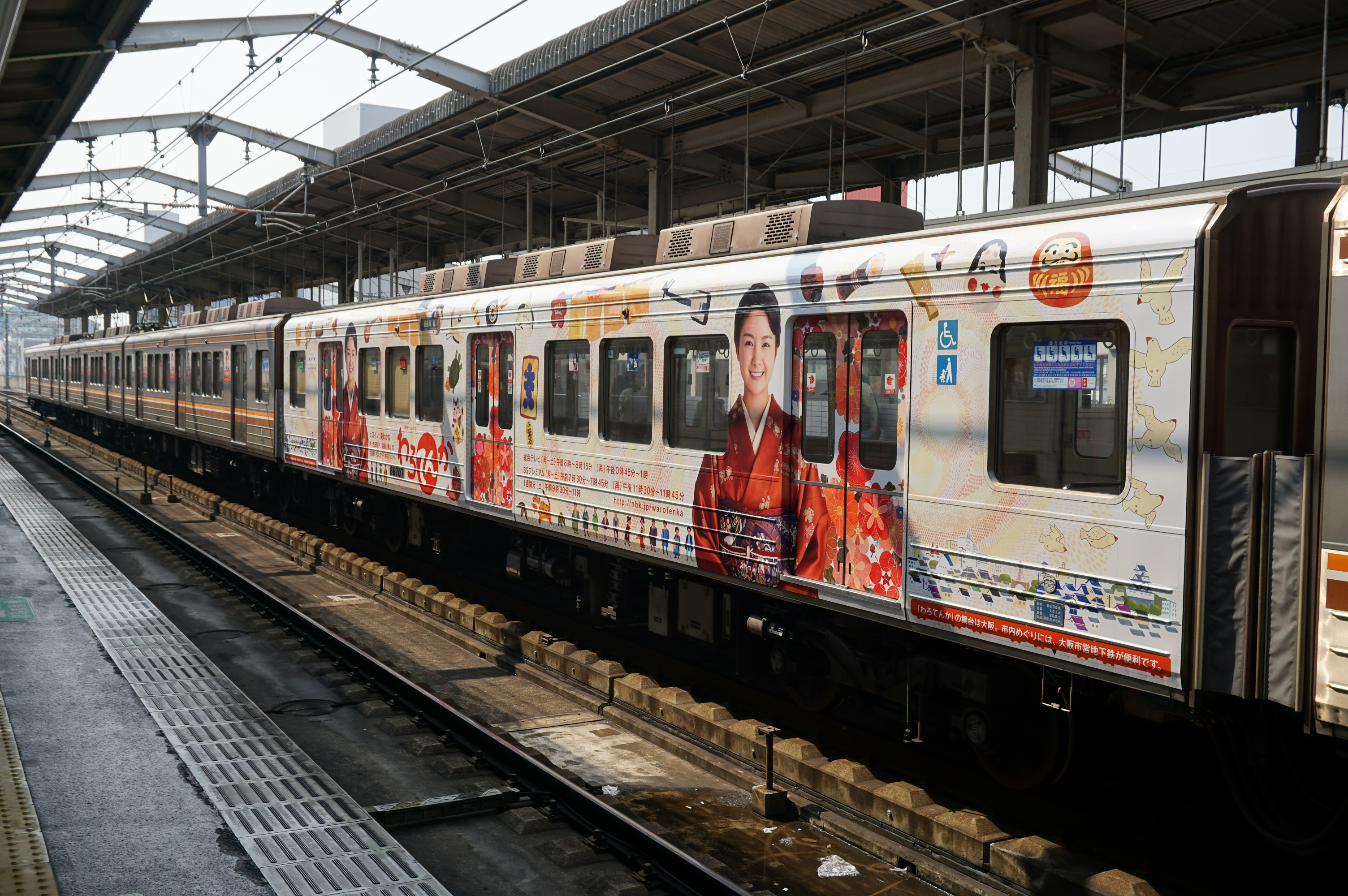
『わろてんか』ラッピングの66707号車 （2018年3月25日）

## 編成表
2024年（令和6年）4月1日現在
- 車両番号の付番体系は新20系に準じている。すなわち、万の位の「6」と千の位の「6[注 3]」で系列名を表し、百の位で車両形式、十と一の位で製造番号（編成番号と一致）を表す。
- 両制御車の運転台側は自動連結器、4 - 5両目の連結器は密着連結器、それ以外は半永久連結器が搭載されている。
- 「e」は蓄電池搭載車を表す、大阪市交通局独自の記号。

| ← 天下茶屋天神橋筋六丁目（北千里・高槻市） → | ← 天下茶屋天神橋筋六丁目（北千里・高槻市） → | ← 天下茶屋天神橋筋六丁目（北千里・高槻市） → | ← 天下茶屋天神橋筋六丁目（北千里・高槻市） → | ← 天下茶屋天神橋筋六丁目（北千里・高槻市） → | ← 天下茶屋天神橋筋六丁目（北千里・高槻市） → | ← 天下茶屋天神橋筋六丁目（北千里・高槻市） → | ← 天下茶屋天神橋筋六丁目（北千里・高槻市） → | ← 天下茶屋天神橋筋六丁目（北千里・高槻市） → | ← 天下茶屋天神橋筋六丁目（北千里・高槻市） → | ← 天下茶屋天神橋筋六丁目（北千里・高槻市） → | ← 天下茶屋天神橋筋六丁目（北千里・高槻市） → | ← 天下茶屋天神橋筋六丁目（北千里・高槻市） → | ← 天下茶屋天神橋筋六丁目（北千里・高槻市） → |
| -------------------------------------------- | -------------------------------------------- | -------------------------------------------- | -------------------------------------------- | -------------------------------------------- | -------------------------------------------- | -------------------------------------------- | -------------------------------------------- | -------------------------------------------- | -------------------------------------------- | -------------------------------------------- | -------------------------------------------- | -------------------------------------------- | -------------------------------------------- |
| 形式                                         | 66600 （Tec1）                               | ◇ 66000 （Ma1）                              | 66100 （Mb1）                                | 66700 （Tp'）                                | 66800 （T）                                  | 66300 （Mb2）                                | ◇ 66200 （Ma2）                              | 66900 （Tec2）                               | 竣工 （8両化中間車）                         | 製造                                         | 更新工事 （内装）                            | VVVV制御方式                                 | 備考                                         |
| 搭載機器                                     | SIV CP                                       | VVVF                                         | VVVF                                         | CP                                           |                                              | VVVF                                         | VVVF                                         | SIV CP                                       | 竣工 （8両化中間車）                         | 製造                                         | 更新工事 （内装）                            | VVVV制御方式                                 | 備考                                         |
| 車両番号                                     | 66601                                        | 66001                                        | 66101                                        | 66701                                        | 66801                                        | 66301                                        | 66201                                        | 66901                                        | 1990/04/05 （1993/07/06）                    | 川重                                         | 2015/11/18 （動物柄）                        | 製造当初GTO ↓ 更新後IGBT                     |                                              |
| 車両番号                                     | 66602                                        | 66002                                        | 66102                                        | 66702                                        | 66802                                        | 66302                                        | 66202                                        | 66902                                        | 1991/05/30 （1993/07/13）                    | 川重                                         | 2013/12/26                                   | 製造当初GTO ↓ 更新後IGBT                     |                                              |
| 車両番号                                     | 66603                                        | 66003                                        | 66103                                        | 66703                                        | 66803                                        | 66303                                        | 66203                                        | 66903                                        | 1992/04/16 （1992/11/19）                    | 川重                                         | 2014/12/05                                   | 製造当初GTO ↓ 更新後IGBT                     |                                              |
| 車両番号                                     | 66604                                        | 66004                                        | 66104                                        | 66704                                        | 66804                                        | 66304                                        | 66204                                        | 66904                                        | 1992/05/28 （1993/02/02）                    | 川重                                         | 2016/10/07 （動物柄）                        | 製造当初GTO ↓ 更新後IGBT                     |                                              |
| 車両番号                                     | 66605                                        | 66005                                        | 66105                                        | 66705                                        | 66805                                        | 66305                                        | 66205                                        | 66905                                        | 1992/06/18 （1993/02/12）                    | 川重                                         | 2013/01/31                                   | 製造当初GTO ↓ 更新後IGBT                     |                                              |
| 車両番号                                     | 66606                                        | 66006                                        | 66106                                        | 66706                                        | 66806                                        | 66306                                        | 66206                                        | 66906                                        | 1993/04/07                                   | 川重                                         | 2017/11/01 （動物柄）                        | 製造当初GTO ↓ 更新後IGBT                     |                                              |
| 車両番号                                     | 66607                                        | 66007                                        | 66107                                        | 66707                                        | 66807                                        | 66307                                        | 66207                                        | 66907                                        | 1993/05/13                                   | 川重                                         | 2018/11/16 （戎柄）                          | 製造当初GTO ↓ 更新後IGBT                     |                                              |
| 車両番号                                     | 66608                                        | 66008                                        | 66108                                        | 66708                                        | 66808                                        | 66308                                        | 66208                                        | 66908                                        | 1993/06/10                                   | 川重                                         | 2019/11/25 （戎柄）                          | 製造当初GTO ↓ 更新後IGBT                     |                                              |
| 車両番号                                     | 66609                                        | 66009                                        | 66109                                        | 66709                                        | 66809                                        | 66309                                        | 66209                                        | 66909                                        | 1994/05/31                                   | 川重                                         | 2021/03/15 （戎柄）                          | 製造当初GTO ↓ 更新後IGBT                     |                                              |
| 車両番号                                     | 66610                                        | 66010                                        | 66110                                        | 66710                                        | 66810                                        | 66310                                        | 66210                                        | 66910                                        | 1994/06/21                                   | 川重                                         | 2022/05/12 （戎柄）                          | 製造当初GTO ↓ 更新後IGBT                     |                                              |
| 車両番号                                     | 66611                                        | 66011                                        | 66111                                        | 66711                                        | 66811                                        | 66311                                        | 66211                                        | 66911                                        | 1994/07/12                                   | 近車                                         | 2023/02/14 （戎柄）                          | 製造当初GTO ↓ 更新後IGBT                     |                                              |
| 車両番号                                     | 66612                                        | 66012                                        | 66112                                        | 66712                                        | 66812                                        | 66312                                        | 66212                                        | 66912                                        | 1994/08/03                                   | 近車                                         | 2024/03/14 （戎柄）                          | 製造当初GTO ↓ 更新後IGBT                     |                                              |
| 車両番号                                     | 66613                                        | 66013                                        | 66113                                        | 66713                                        | 66813                                        | 66313                                        | 66213                                        | 66913                                        | 2002/06/24                                   | 川重                                         |                                              | IGBT                                         |                                              |
| 車両番号                                     | 66614                                        | 66014                                        | 66114                                        | 66714                                        | 66814                                        | 66314                                        | 66214                                        | 66914                                        | 2003/02/07                                   | 川重                                         |                                              | IGBT                                         |                                              |
| 車両番号                                     | 66615                                        | 66015                                        | 66115                                        | 66715                                        | 66815                                        | 66315                                        | 66215                                        | 66915                                        | 2003/03/07                                   | 川重                                         |                                              | IGBT                                         |                                              |
| 車両番号                                     | 66616                                        | 66016                                        | 66116                                        | 66716                                        | 66816                                        | 66316                                        | 66216                                        | 66916                                        | 2003/10/08                                   | 近車                                         |                                              | IGBT                                         |                                              |
| 車両番号                                     | 66617                                        | 66017                                        | 66717                                        | 66717                                        | 66817                                        | 66317                                        | 66217                                        | 66917                                        | 2003/11/06                                   | 近車                                         |                                              | IGBT                                         |                                              |

凡例
- 近車：近畿車輛
- 川重：川崎重工業（現：川崎車両）
- VVVF：制御装置
- SIV：補助電源
- CP：空気圧縮機
- ◇：集電装置